# Uitkomstenruimte
In de kansrekening en de statistiek is een uitkomstenruimte of steekproefruimte van een kansexperiment (een daadwerkelijk experiment of een gedachte-experiment), meestal genoteerd als S, Ω, of U, de verzameling van alle mogelijke uitkomsten van het experiment. Deze vormt de basis van een kansruimte.

## Voorbeelden
Als het experiment het opgooien van een munt is, waarbij relevant wordt geacht welke kant boven komt te liggen, dus niet bijvoorbeeld waar de munt terechtkomt, dan kan de uitkomstenruimte gemodelleerd worden als de verzameling {kruis, munt}, of kortweg als de verzameling {K,M}. 
Als het experiment het tegelijk opgooien van twee munten is, kan de uitkomstenruimte gemodelleerd worden als de verzameling {KK, KM, MK, MM}, of als geen onderscheid wordt gemaakt tussen KM en MK, de verzameling {KK, KM/MK, MM}. Voor het berekenen van de kans op KM/MK kan het echter gemakkelijk zijn KM en MK toch als aparte uitkomsten en gebeurtenissen op te vatten, ook als ze in een daadwerkelijk experiment niet zijn te onderscheiden: de kans op KM/MK is dan de som van de kansen op KM en MK. Als men wel onderscheid wil maken tussen KM en MK en het experiment daadwerkelijk wil uitvoeren, moet men uiteraard de twee munten kunnen onderscheiden. Men kan ook een analoog experiment uitvoeren door twee munten na elkaar op te gooien, of door één munt twee keer op te gooien.
Als het experiment het gooien van een zeszijdige dobbelsteen betreft en als uitkomst wordt het aantal geworpen ogen beschouwd, dan is de uitkomstenruimte {1, 2, 3, 4, 5, 6}. 
Bij het trekken van een kaart uit een spel van 52 kaarten bestaat de uitkomstenruimte in principe uit alle kaarten. Kijkt men bij de getrokken kaart alleen naar de kleur, dan is de uitkomstenruimte {ruiten, harten, klaveren, schoppen}. Wordt alleen de waarde van de kaart beschouwd, dan is de uitkomstenruimte {Aas, 1, 2, ..., Koning}.